# Alexandre de Cardenau de Borda
Pour les articles homonymes, voir Cardenau et Borda.
Alexandre de Cardenau de Borda, né le 28 octobre 1823 à Tilh (Landes) et mort le 9 mars 1904 à Tilh, est un homme politique français.
Propriétaire, il est député des Landes à trois reprises entre 1876 et 1885, siégeant à droite. Il est membre titulaire de la Société de Borda dès sa création, en 1876.

## Sources
- « Alexandre de Cardenau de Borda », dans Adolphe Robert et Gaston Cougny, Dictionnaire des parlementaires français, Edgar Bourloton, 1889-1891 [détail de l’édition]
- « Alexandre de Cardenau de Borda », dans le Dictionnaire des parlementaires français (1889-1940), sous la direction de Jean Jolly, PUF, 1960 [détail de l’édition]
- Ressource relative à la vie publique :   - Base Sycomore